# Ordem religiosa
As ordens religiosas são a forma mais comum de vida consagrada em várias religiões, como na católica, por exemplo. Segundo a hierarquia católica, uma ordem religiosa é um Instituto religioso de vida consagrada caracterizada por seus membros fazerem votos conforme o carisma do seu fundador. Os monges ou frades (que compõem a maior parte dos membros das ordens religiosas) podem ser leigos ou clérigos consagrados. Eles vivem em comunidades fechadas (mas muitas vezes não isoladas), afastadas do mundo, vestem um hábito e, geralmente, seguem uma rígida rotina religiosa.
Basicamente, existem quatro tipos de Ordens religiosas:
- monásticas: são formadas por monges ou monjas que vivem enclausurados em mosteiros. Exemplos: Anunciadas, Beneditinos, Basilianos, Camaldulenses, Capuchinhas, Cartuxos, Celestes, Clarissas, Cistercienses, Concepcionistas, Jerónimos, Mínimas, Monges e Monjas de Belém, Premonstratenses, Trapistas e Visitandinas;
- mendicantes: são formadas por frades ou freiras que vivem em conventos. Eles não são tão isolados como os monges, tendo por isso um apostolado mais activo no mundo secular (ex: obras de caridade, serviço aos pobres, pregação e evangelização). A sua sobrevivência depende das esmolas e dádivas dos outros, porque eles renunciaram a posse de quaisquer bens, comprometendo-se em viver radicalmente na pobreza. Exemplos: Agostinianos, Carmelitas, Dominicanos, Franciscanos, Mercedários e Servitas;
- regrantes: são formadas exclusivamente por cónegos regrantes. Exemplos: Ordem dos Cónegos Regrantes de Santo Agostinho e Ordem Premonstratense;
- clérigos regulares: são formados exclusivamente por clérigos regulares ou consagrados (os cónegos são excluídos). Eles não vivem uma vida comunitária tão enclausurada e austera como os monges ou como os frades, tornando-se por isso muito mais disponíveis para o apostolado. Com isto, eles ajudam grandemente o clero secular em áreas como a liturgia, a administração dos sacramentos, a educação e a evangelização. Exemplos: Barnabitas, Crúzios, Escolápios, Jesuítas, Somascos e Teatinos

As Ordens religiosas são diferentes das congregações religiosas, porque as últimas professam somente a versão simples dos votos evangélicos, enquanto que as primeiras professam a versão solene e mais austera (ou radical) destes mesmos votos. Os seus estilos de vida também os diferenciam.

## História
As ordens religiosas nasceram da necessidade do Cristianismo de agrupar esforços móveis no sentido da propagação da religião. Para o efeito, criaram-se ordens militares, que iriam combater os infiéis, e ordens religiosas que iriam ser responsáveis pela gestão e manutenção desses fiéis. Outras ordens seriam mistas e/ou dedicadas apenas ao suporte de peregrinos.

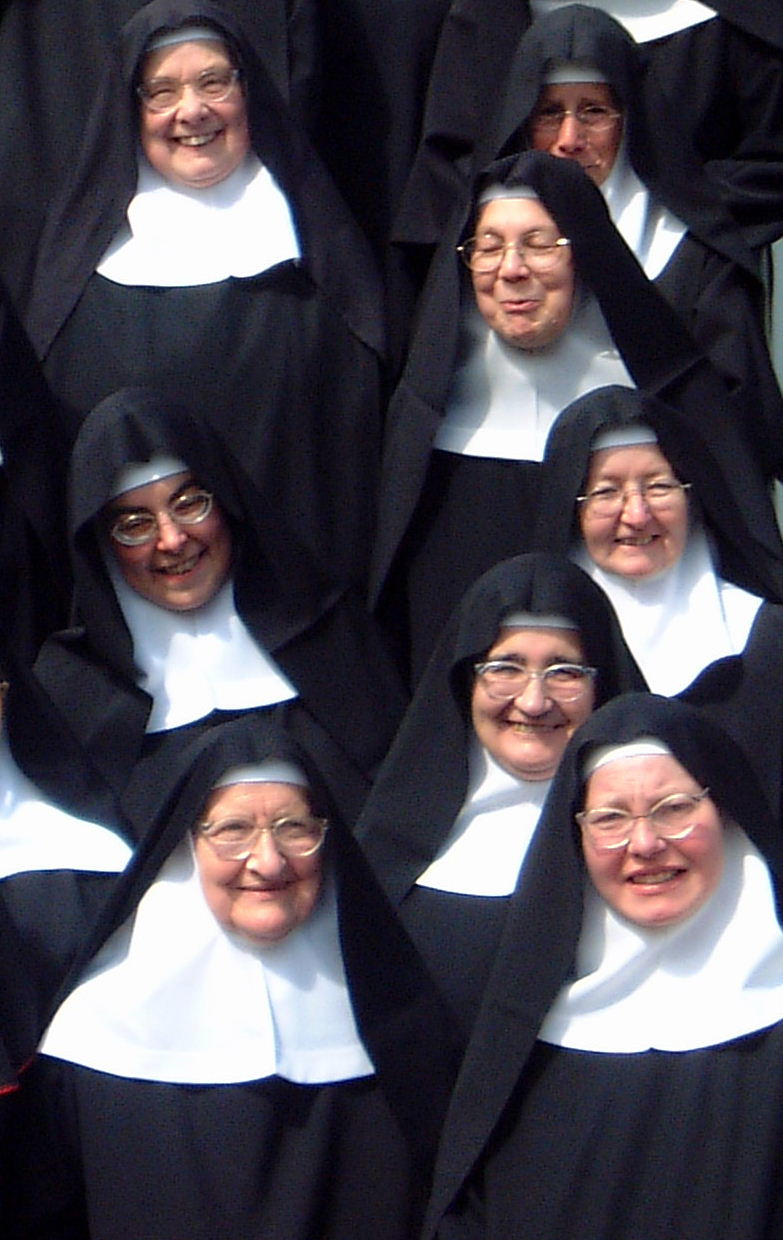
Freiras são mulheres que optaram por seguir uma vida consagrada inteiramente a Deus.

Desde o início do cristianismo existiram homens e mulheres, que procuraram seguir a Jesus Cristo com uma maior liberdade, consagrando a sua vida a Deus. No final do Império Romano, em virtude da sua conversão, milhares de fieis recém-convertidos abandonaram as suas casas, as suas cidades e refugiaram-se em lugares desertos ou simplesmente mais ermos, por forma a levarem um modo de vida mais consentâneo com aquilo que entendiam que era o modelo de vida de Cristo e dos primeiros cristãos. Exemplo disso foram os eremitas do Monte Carmelo.
Por vezes, esses cristãos agrupavam-se em pequenas comunidades, para as quais se tornou necessário criar não apenas algumas regras de convivência, mas, posteriormente, um modelo de sociedade que pudesse ser repetido em diferentes locais.
Nasciam assim as primeiras ordens, mais ou menos formais, mais ou menos aceitas pela hierarquia.
O primeiro grande codificador e fundador de uma ordem religiosa, a qual teve um imenso significado, sobretudo na Europa, foi São Bento de Núrsia, o qual fundou uma comunidade monástica masculina no Monte Cassino, que hoje se chama Ordem de São Bento (OSB). Nas proximidades deste mosteiro beneditino, a sua irmã gémea Santa Escolástica abriu um outro para a primeira comunidade monástica feminina.
Desse centro e mediante a propagação da respectiva regra, foram-se criando dezenas e centenas de mosteiros por todo o continente.
Tinha aquela regra a simplicidade necessária para cobrir quase todos os aspectos da vida cotidiana de uma comunidade religiosa, definindo os tempos de oração, os tempos de trabalho, os tempos de descanso, bem como as regras sobre deveres mútuos, resolução de conflitos, penas, etc..
Posteriormente, outros fundadores, fosse por acrescentarem algum carisma especial, fosse por as circunstâncias históricas, sociais ou geográficas assim o exigirem, foram adaptando e alterando a Regra de São Bento, criando novas comunidades e novas ordens (exemplos: a Ordem de São Bruno e a Ordem de São Jerónimo).
Por questões políticas, a extinção das ordens religiosas em Portugal deu-se em 1834. Atualmente, muitas delas voltaram a ter presença neste País que já não é anticlerical.

## Lista de algumas Ordens religiosas

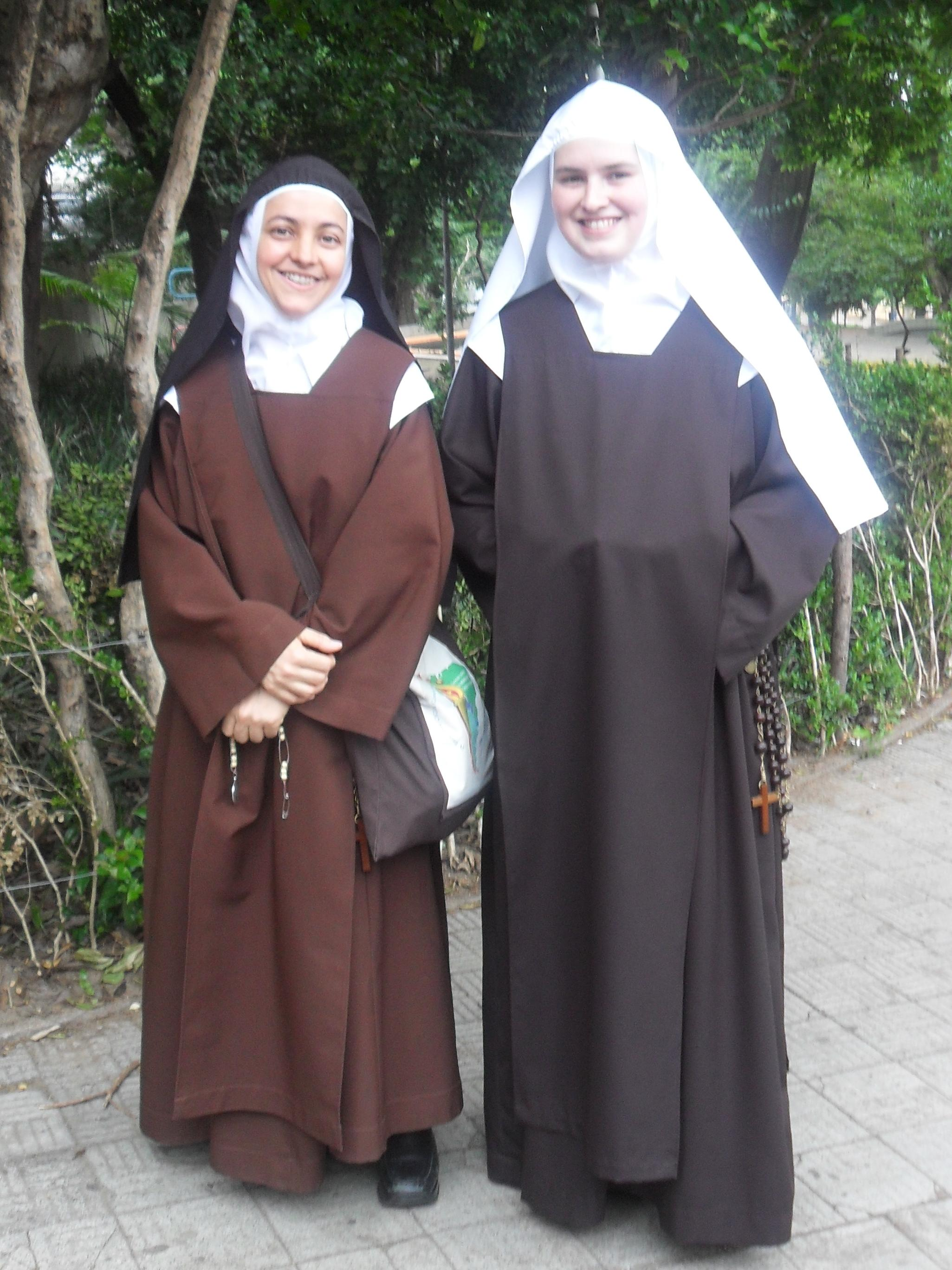
Freiras Carmelitas.

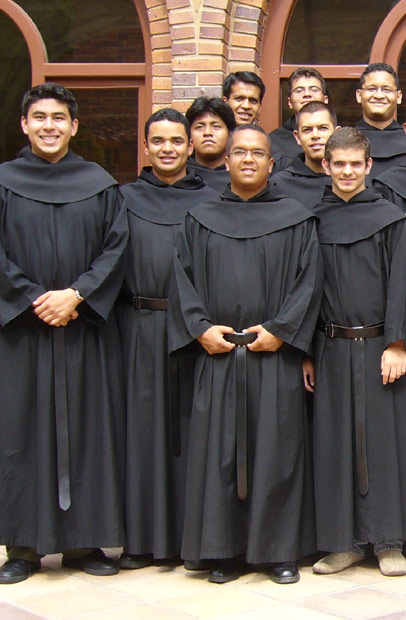
Frades da Ordem dos Agostinianos Recoletos.

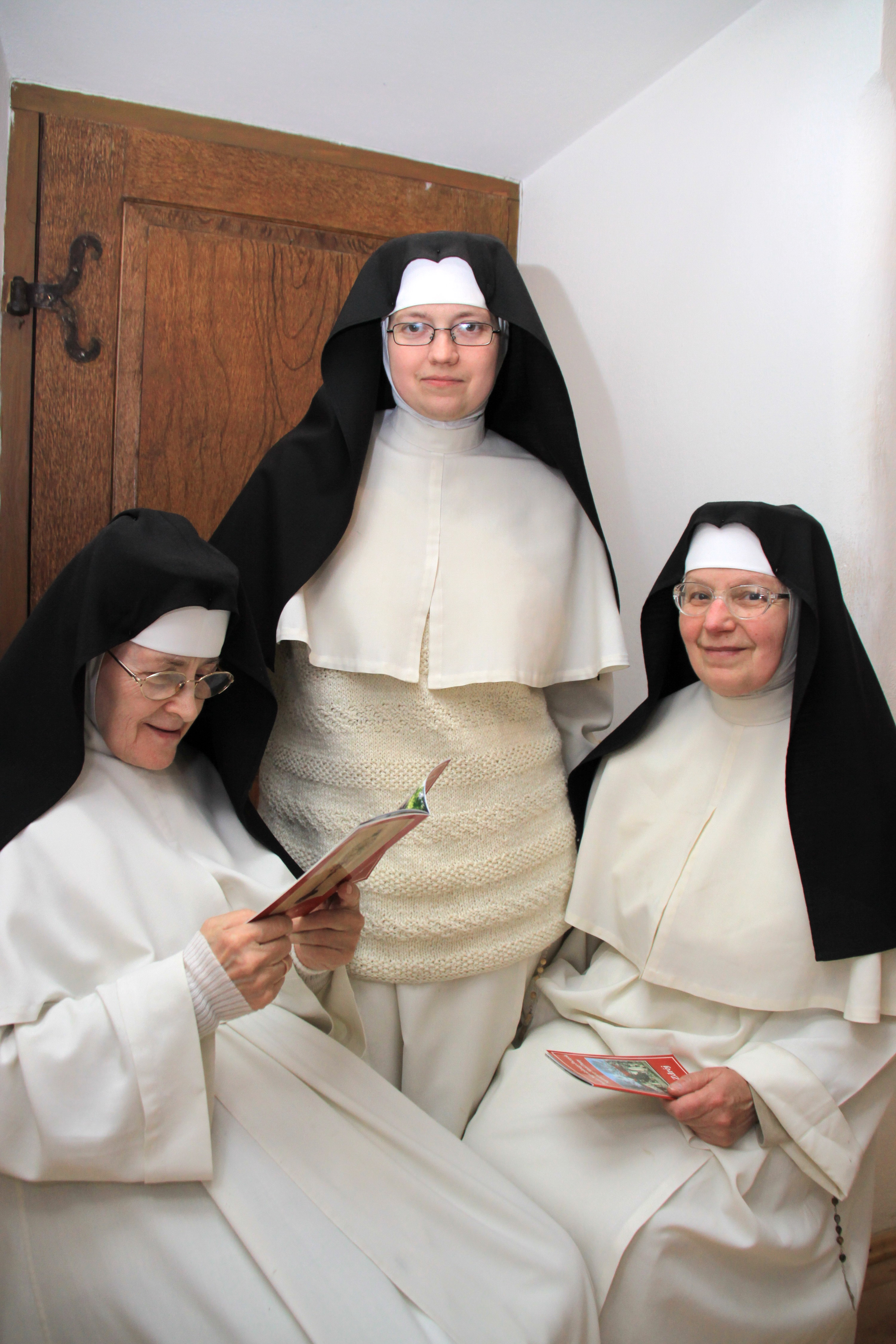
Monjas da Ordem de São Norberto (ou Ordem Premonstratense).

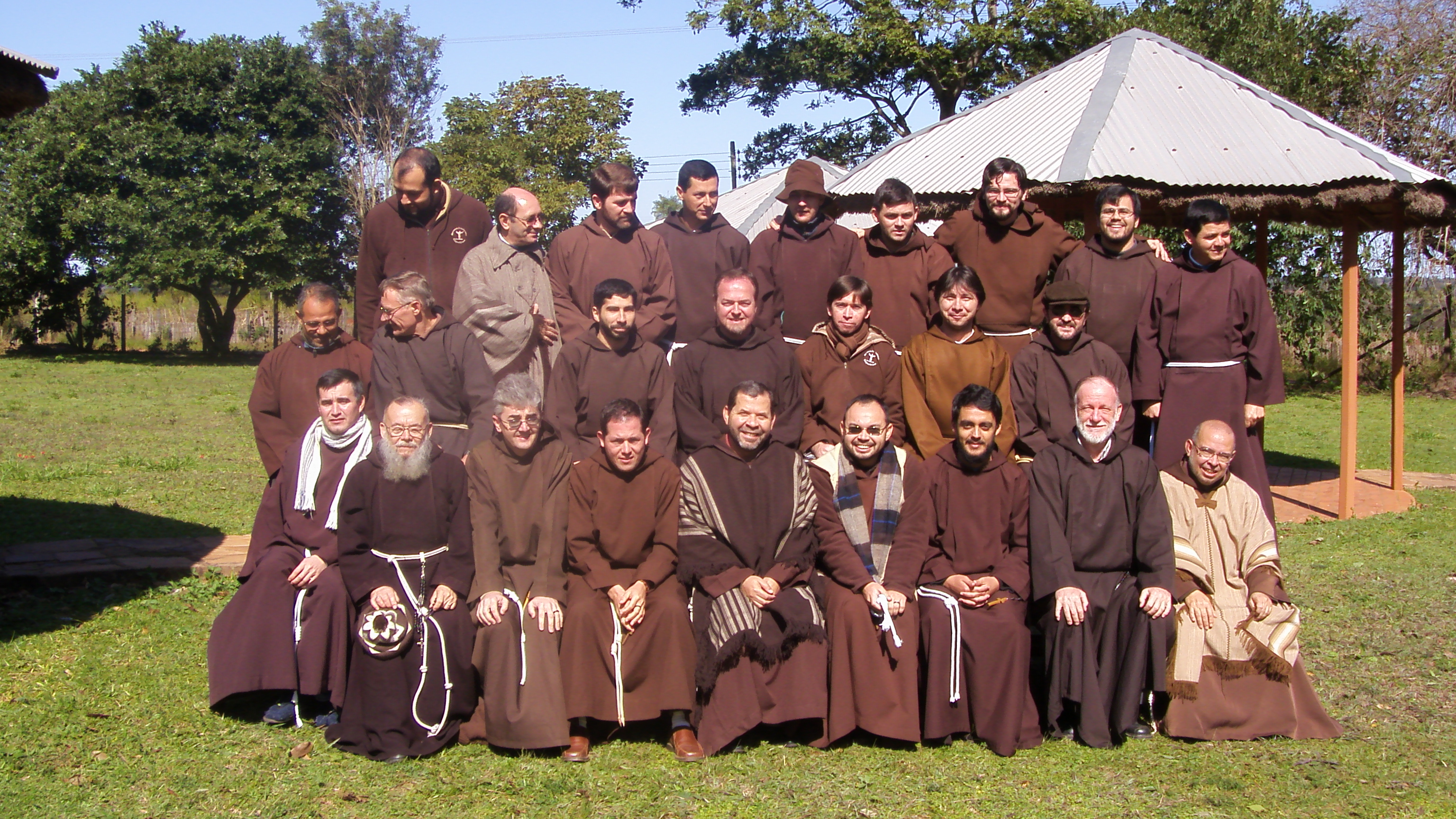
Os Frades Capuchinhos.

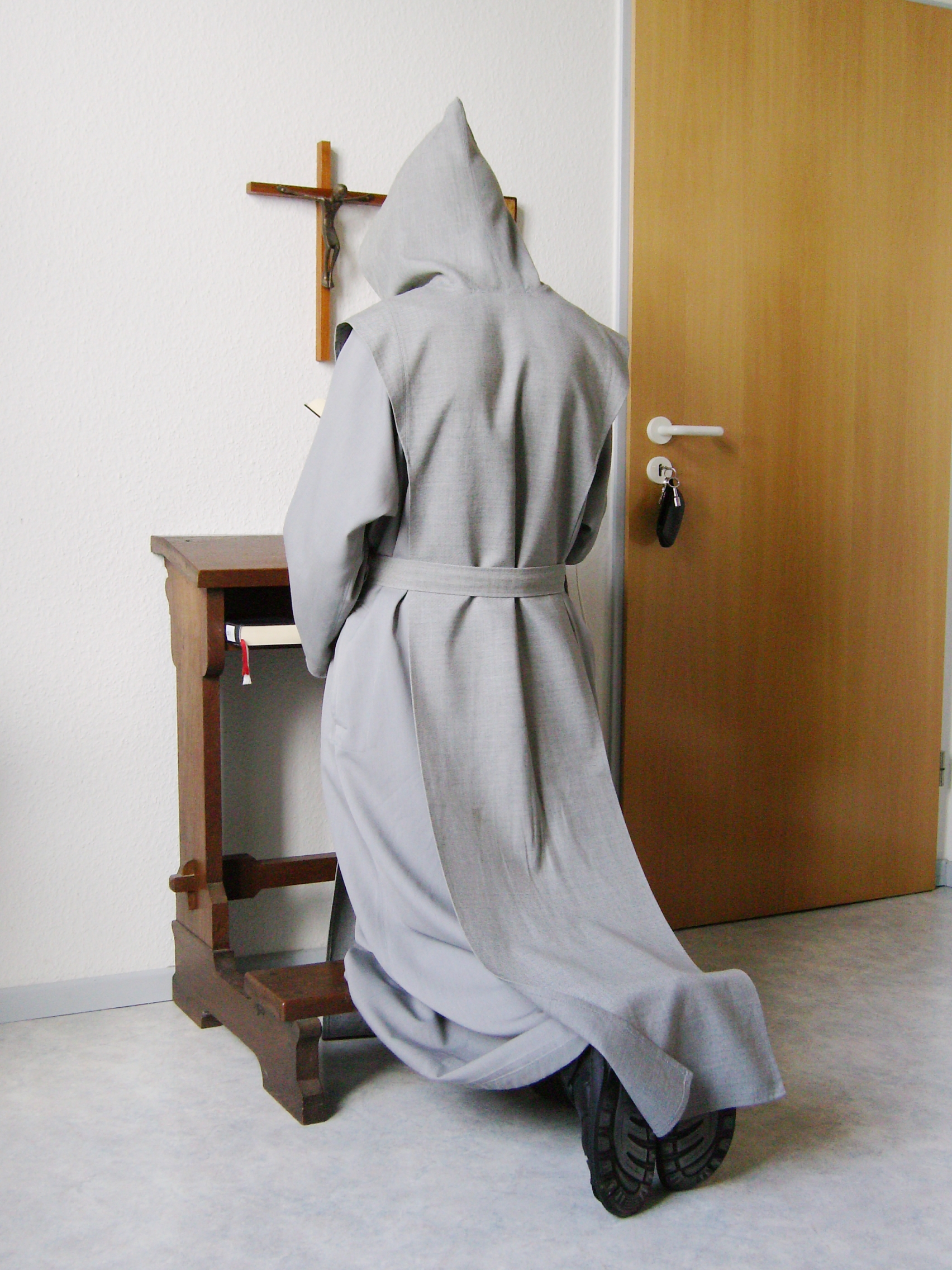
Um Monge Trapista.

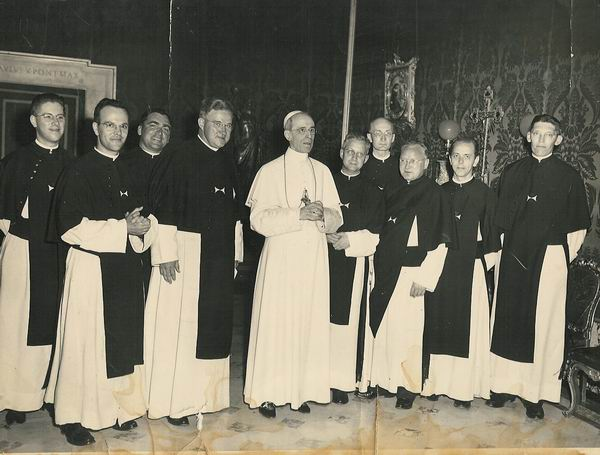
Irmãos da Santa Cruz.

Segue uma lista de algumas das principais Ordens religiosas (com o respectivo nome da Ordem, o nome dos membros e a sua sigla distintiva):
- Ordem dos Irmãos da Bem-aventurada Virgem Maria do Monte Carmelo (Carmelitas), O.Carm.
- Ordem dos Eremitas da Bem-Aventurada Virgem Maria do Monte Carmelo (Carmelitas Eremitas), E.Carm.
- Ordem dos Irmãos Descalços da Bem-aventurada Virgem Maria do Monte Carmelo (Carmelitas Descalços), O.C.D.
- Ordem de São Bruno (Cartuxos), O.Cart.
- Ordem de Cister (Cistercienses), O.Cist.
- Ordem de Santo Agostinho (Agostinianos), O.S.A.
- Ordem dos Frades Eremitas Descalços de Santo Agostinho (Agostinianos Descalços), O.A.D.
- Ordem dos Recoletos de Santo Agostinho (Agostinianos Recoletos), O.A.R.
- Ordem de São Bento (Beneditinos), O.S.B.
- Ordem de São Domingos (Dominicanos ou Pregadores), O.P.
- Ordem de São Jerónimo (Jerónimos), O.S.H.
- Ordem de São Basílio Magno (Basilianos), O.S.B.M.
- Ordem de São Caetano (Teatinos), O.C.R.
- Ordem dos Clérigos Regulares de São Paulo (Barnabitas), B.
- Ordem da Imaculada Conceição (Concepcionistas), O.I.C.
- Ordem do Santíssimo Redentor (Redentoristas), C.Ss.R.
- Ordem dos Irmãos de Nossa Senhora de Belém (Betlemitas), O.F.B.
- Ordem Cisterciense da Estrita Observância (Trapistas), O.C.S.O.
- Ordem de São Francisco (Franciscanos), O.F.M.
- Ordem dos Frades Menores Conventuais (Franciscanos Conventuais), O.F.M.Conv.
- Ordem dos Frades Menores Capuchinhos (Franciscanos Capuchinhos), O.F.M.Cap.
- Ordem dos Frades Franciscanos da Imaculada (Franciscanos da Imaculada), O.F.F.I.
- Ordem de Santa Clara (Clarissas), O.S.C.
- Ordem das Irmãs Clarissas Capuchinhas (Clarissas Capuchinhas), O.S.C.Cap.
- Ordem dos Mínimos de São Francisco de Paula (Mínimos), O.M.
- Ordem de Nossa Senhora das Mercês (Mercedários), O. de M.
- Ordem da Visitação de Santa Maria (Visitandinas), O.Visit.
- Ordem dos Servos de Maria (Servitas), O.S.M.
- Ordem da Anunciação (Anunciadas), O.Ann.M.
- Ordem da Santíssima Anunciação Celeste (Celestes), O.SS.A.
- Ordem da Santa Cruz (Crúzios), O.S.C.
- Ordem de Santa Úrsula (Ursulinas), O.S.U.
- Ordem da Santíssima Trindade (Trinitários), O.S.S.T.
- Ordem de São Norberto (Premonstratenses), O.Praem.
- Ordem de São Paulo, o Primeiro Eremita (Paulinos), O.S.P.P.E.
- Ordem Hospitaleira de São João de Deus (Hospitaleiros), O.H.
- Ordem Religiosa das Escolas Pias (Escolápios), O.R.S.P.
- Ordem dos Clérigos Regulares de Somasca (Somascos), O.C.R.S.
- Ordem dos Clérigos Regulares Ministros dos Enfermos (Camilianos), M.I.
- Ordem de Nossa Senhora da Caridade (Irmãs de Nossa Senhora da Caridade), O.D.N.C.
- Ordem do Verbo Encarnado e do Santíssimo Sacramento (Verbo encarnado), entre outras.